# Heinrich Lind

Heinrich Lind

Heinrich Lind (* 28. März 1878 in Niederissigheim; † 31. März 1941 ebenda) war ein deutscher Politiker (DNVP, CNBLVP).

## Leben und Wirken
Nach dem Besuch der Volksschule wurde Lind Landwirt. Größere öffentliche Aufmerksamkeit erfuhr er erstmals als Organisator der Kurhessischen Bauernschaft. Von August 1914 bis August 1918 nahm er als Wachtmeister beim Ulanen-Regiment 6 am Ersten Weltkrieg teil.
Nach dem Krieg trat Lind in die Deutschnationale Volkspartei (DNVP) ein. Für diese gehörte er vom Juni 1920 bis zum September 1930, während der ersten vier Wahlperioden der Weimarer Republik, dem Reichstag in Berlin an, in dem er als Abgeordneter den Wahlkreis 21 beziehungsweise (nach einer Wahlkreisneudurchnummerierung) 19 (Provinz Hessen-Nassau) vertrat. Anschließend gehörte Lind dem Parlament noch von September 1930 bis Juli 1932 eine Legislaturperiode lang als Abgeordneter für die Christlich-Nationale Bauern- und Landvolkpartei (CNBLVP) an. Von 1930 bis 1933 war er Präsident des Reichslandbundes. Ferner war Lind Bürgermeister von Niederissigheim sowie Kreisdeputierter und Kreistagsmitglied und von 1920 bis 1929 Mitglied des Kommunallandtag Kassel und des Provinziallandtag der Provinz Hessen-Nassau.